# Блум, Герман (старший)
Герман Блум (старший) (нем. Hermann Bluhm; 20 декабря 1743, Ревель, Ревельская губерния, Российская империя — 17 (29) марта 1810, там же) — ревельский медик, доктор медицины.

## Биография
Балтийский немец. Лютеранин. Сын купца Германа Блума (1711—1772). Окончил ревельскую гимназию, затем — школу в монастыре Иоанна Крестителя под Магдебургом. В июне 1763 года отправился в Лейпциг, где в университете в 1766 году получил звание бакалавра, а в 1767 году — степень доктора медицины с диссертацией лат. Disputatio gradualis de gelatinosorum humorum corporis humani coagulis. Позже учился в Страсбургском университете.
Жил и трудился в Лейпциге и Страсбурге 6 лет, затем вернулся на родину. В 1770—1791 гг. городской врач в Ревеле. 13 июня 1784 года Блум получил право медицинской практики в Российской империи. С 1786 года также полицейский врач. Состоял в масонской ложе.
Опубликовал книгу «Опыт описания болезней, встречающихся главным образом в Ревеле» (нем. Versuch einer Beschreibung der hauptsächlisten in Reval herschenden Krankheiten; Марбург, 1790), медицинские статьи.
Был женат с 1769 года на Софии Хакс (1751—1841), их дочь Мария Элизабет (1783—1860) вышла замуж за ревельского врача Иоганна Бурхарта (1776—1838) из рода Бурхартов фон Белавари, два внука Блума также стали врачами. Кроме того, врачом был племянник Блума Герман Блум-младший (1776—1854).